# Amblopala astrape
Amblopala astrape är en fjärilsart som beskrevs av Hans Fruhstorfer 1915. Amblopala astrape ingår i släktet Amblopala och familjen juvelvingar. Inga underarter finns listade i Catalogue of Life.